# Castelo de Frôlois

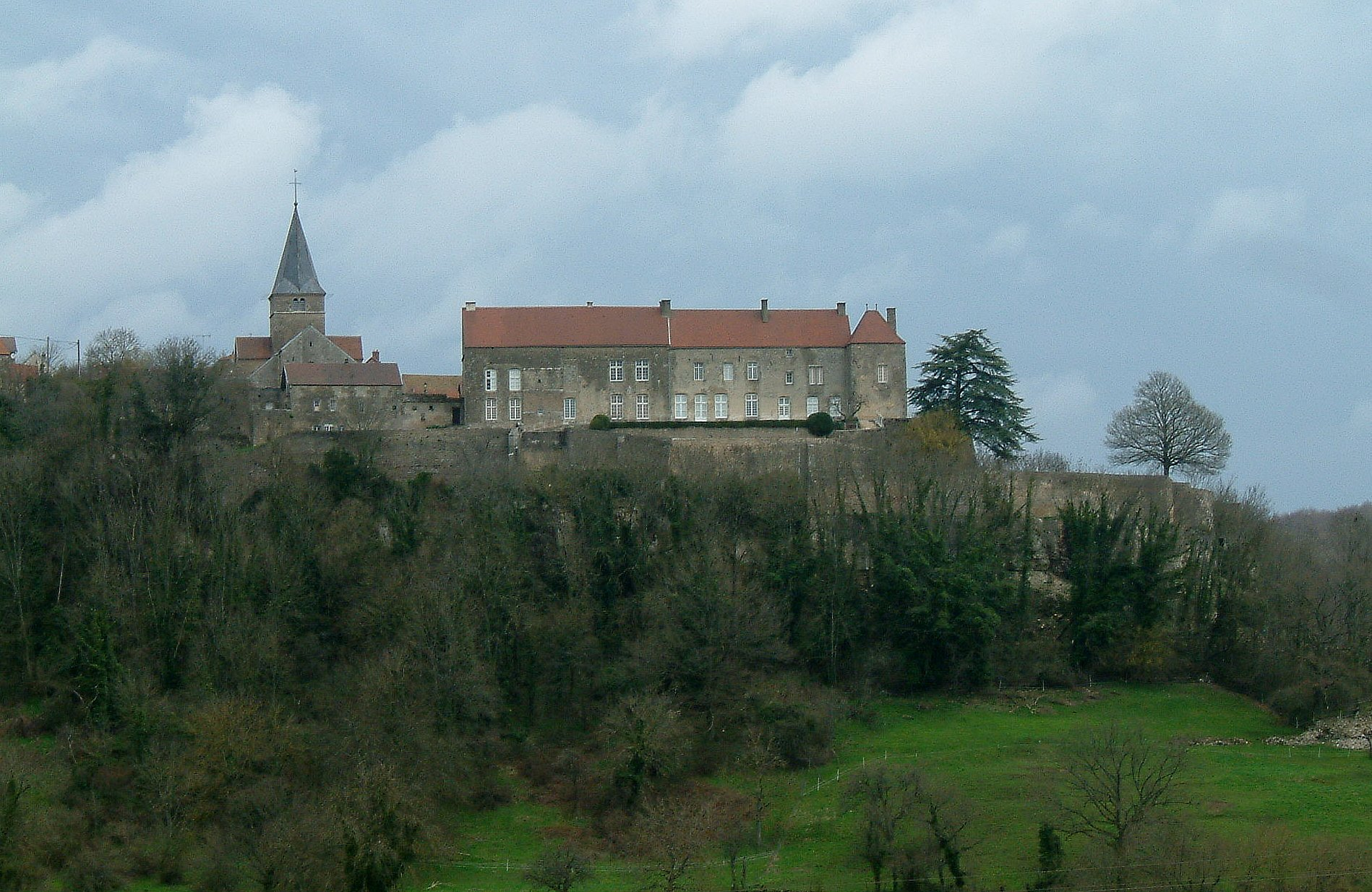
Castelo e igreja de Frôlois

O Château de Frolois é um castelo convertido num château na comuna de Frolois na Côte-d'Or departamento da França.
O castelo original foi construído no século XIII; alterações foram feitas nos séculos XIV e XVIII.
Está listado desde 1977 como um monumento histórico pelo Ministério da Cultura da França. Destacam-se pelo Ministério as fachadas e coberturas, a chamada sala Antoine de Vergy e a sua decoração, as paredes de suporte e a cortina.